# 나팔꽃속
나팔꽃속은 메꽃과에 속하는 가장 큰 속으로, 500여종을 포함하고 있다. 전 세계의 열대와 아열대 지방에 분포한다.

## 이용
고구마와 공심채는 중요한 식품 가운데 하나이다. 멕시코 원주민들은 Ipomoea tricolor에서 추출한 환각제를 의식 등에서 써왔다. 나팔꽃을 비롯한 많은 나팔꽃속 식물을 관상용으로 키운다.

## 하위 종
| - 공심채(I. aquatica) - 고구마(I. batatas) - 둥근잎유홍초(I. coccinea) - 나비잎유홍초(I. cristulata) - 미국나팔꽃(I. hederacea) - 갈래잎나팔꽃(I. heptaphylla) | - 애기나팔꽃( I. lacunosa) - 나팔꽃(I. nil) - 둥근잎나팔꽃(I. purpurea) - 유홍초(I. quamoclit) - 별나팔꽃(I. triloba) |

## 사진과 그림

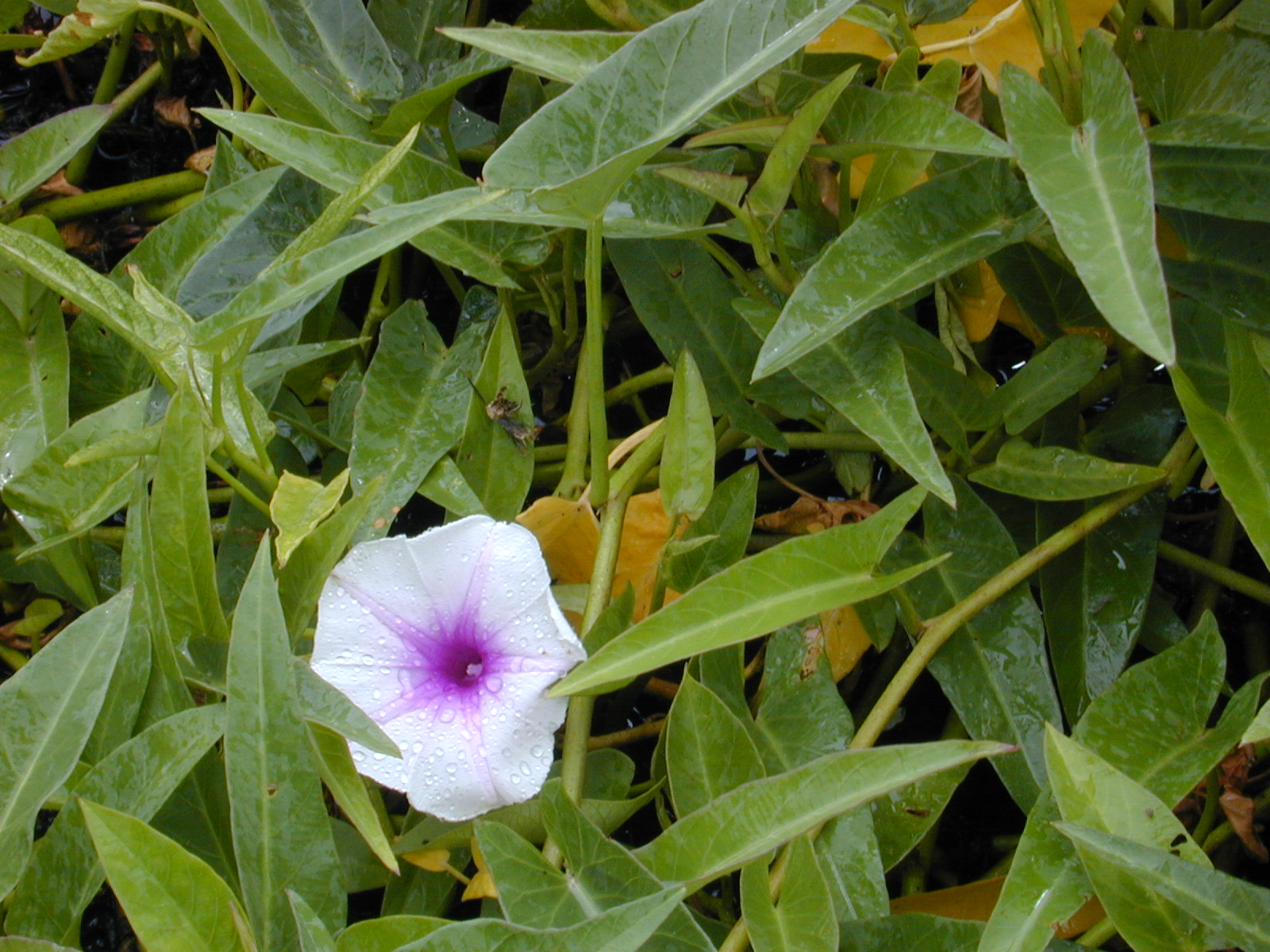
공심채
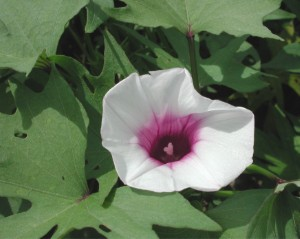
고구마 꽃
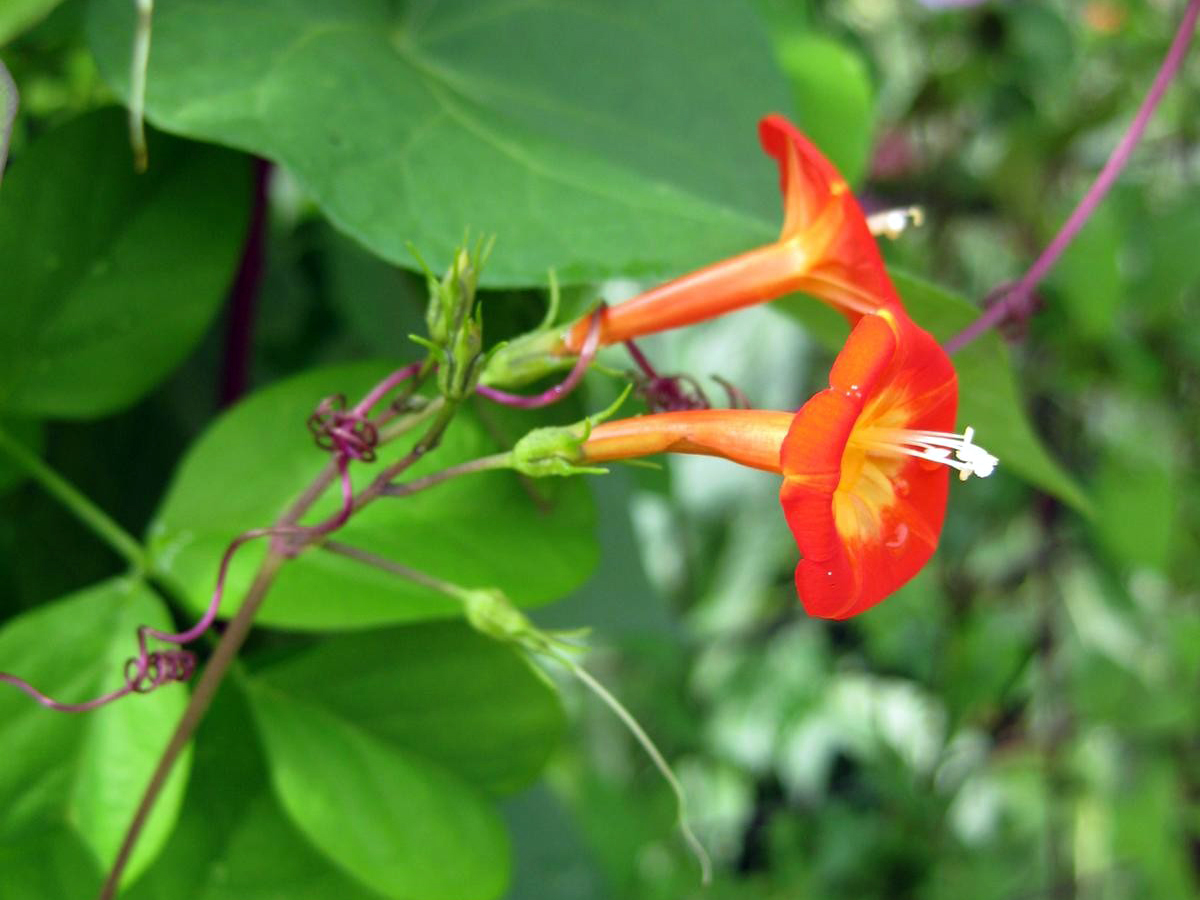
둥근잎유홍초
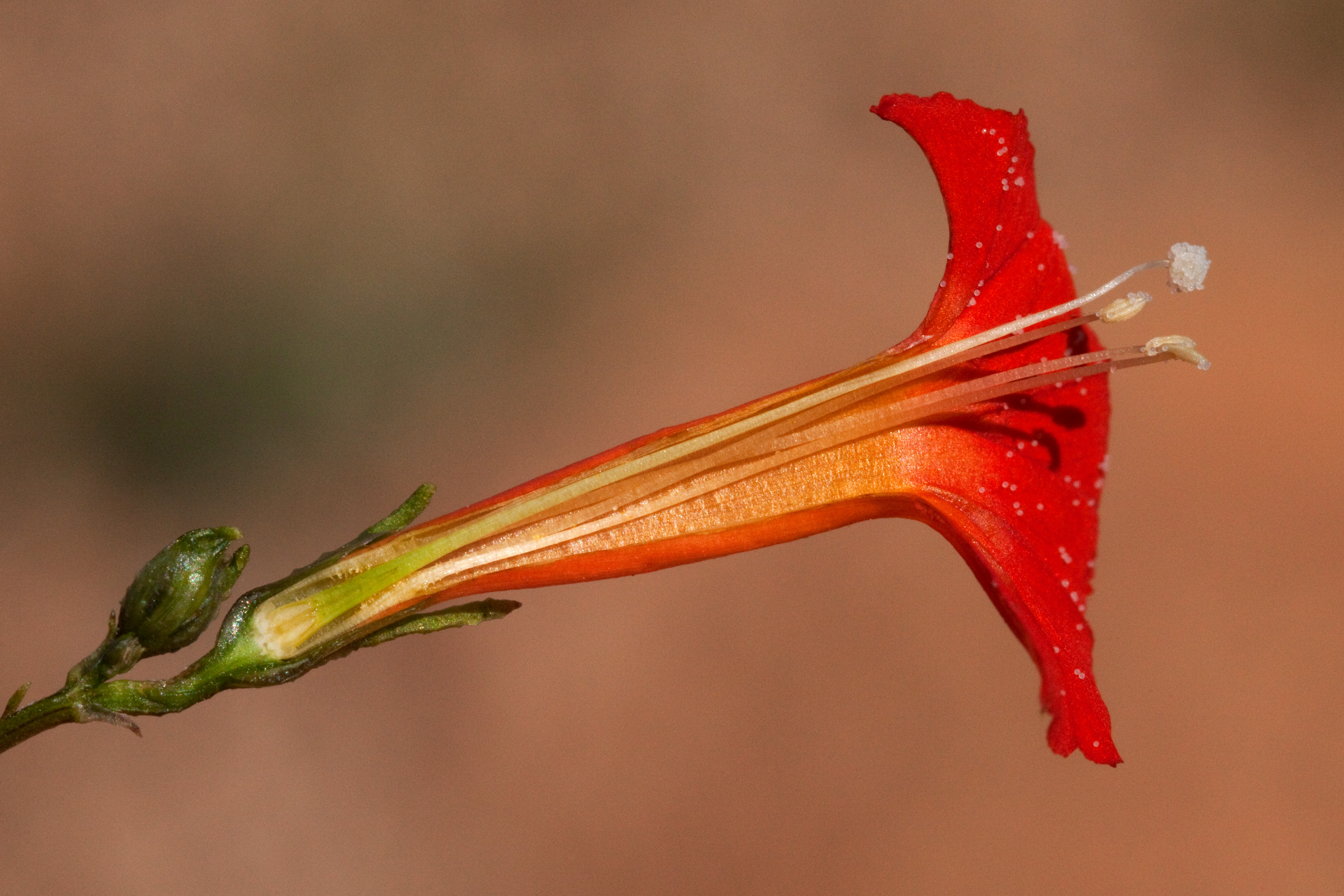
나비잎유홍초
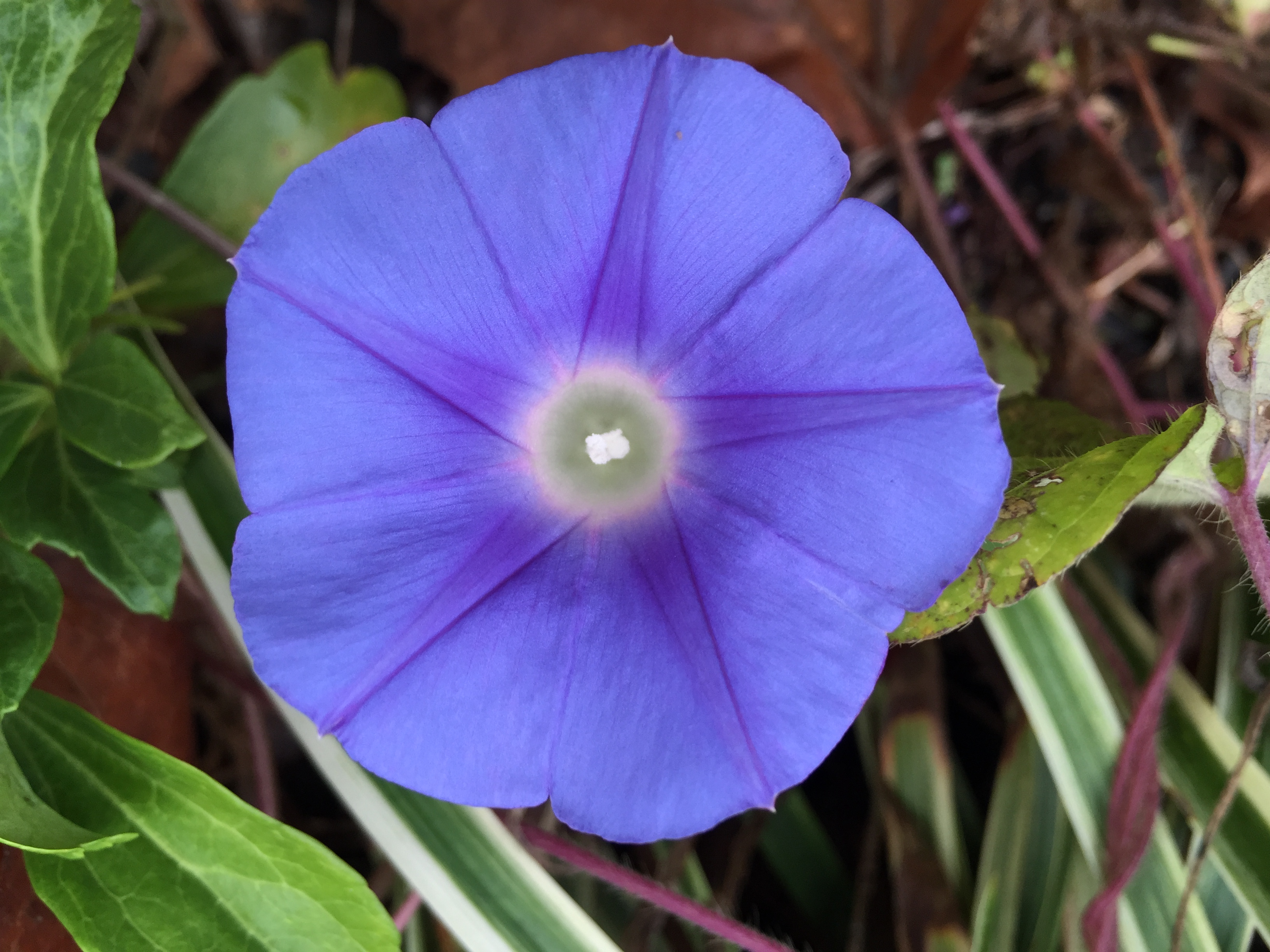
미국나팔꽃
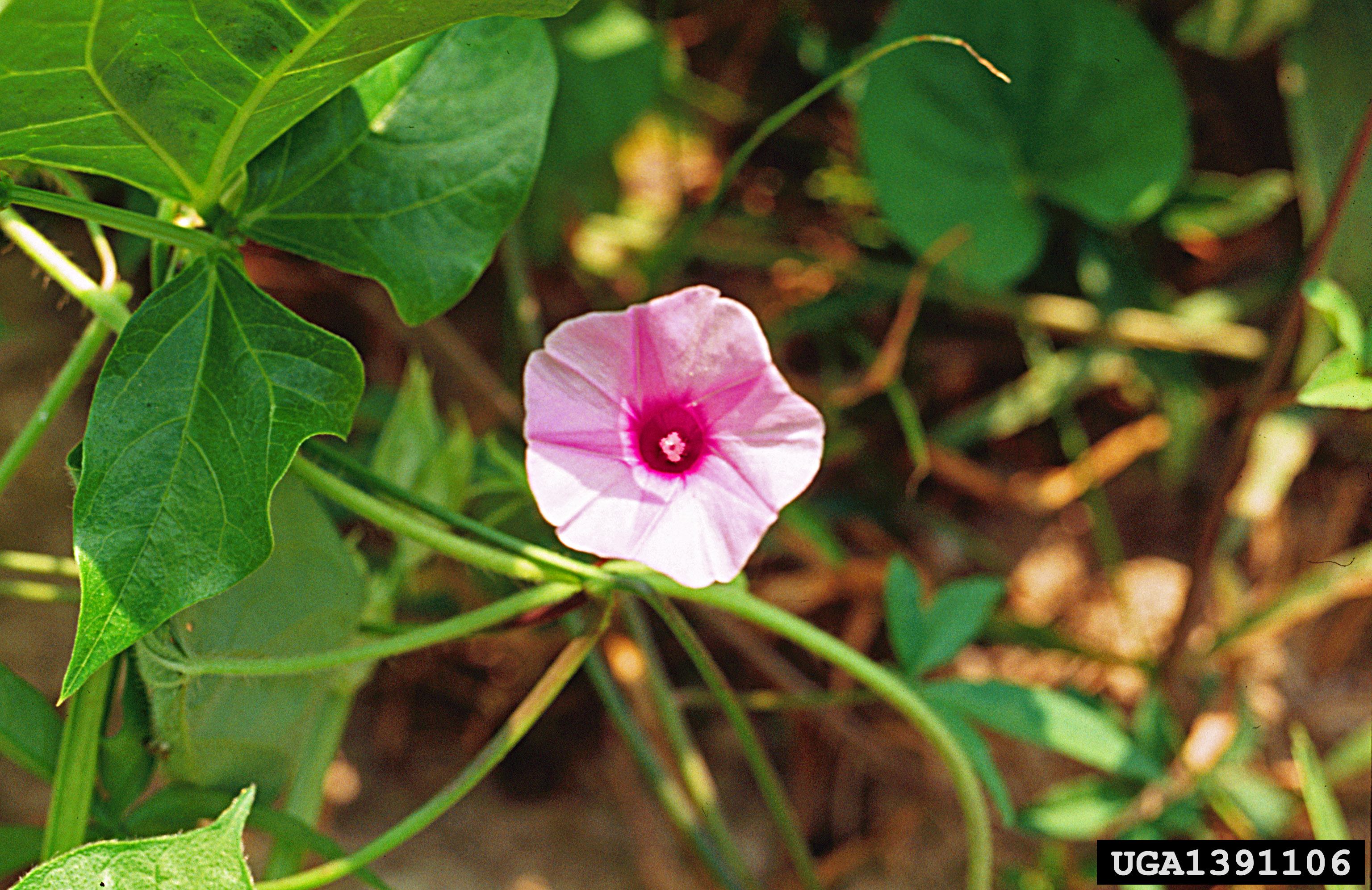
갈래잎나팔꽃
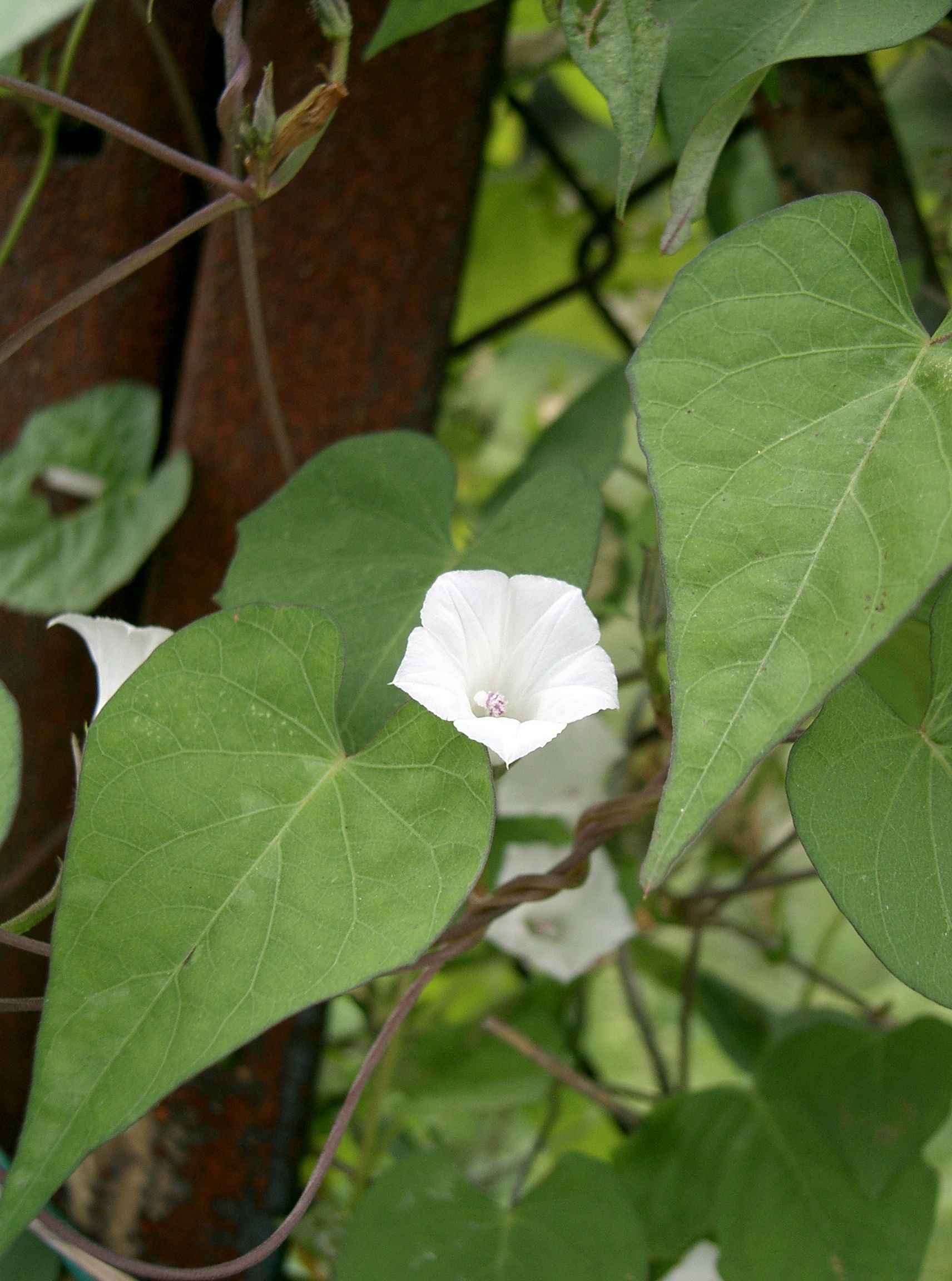
애기나팔꽃
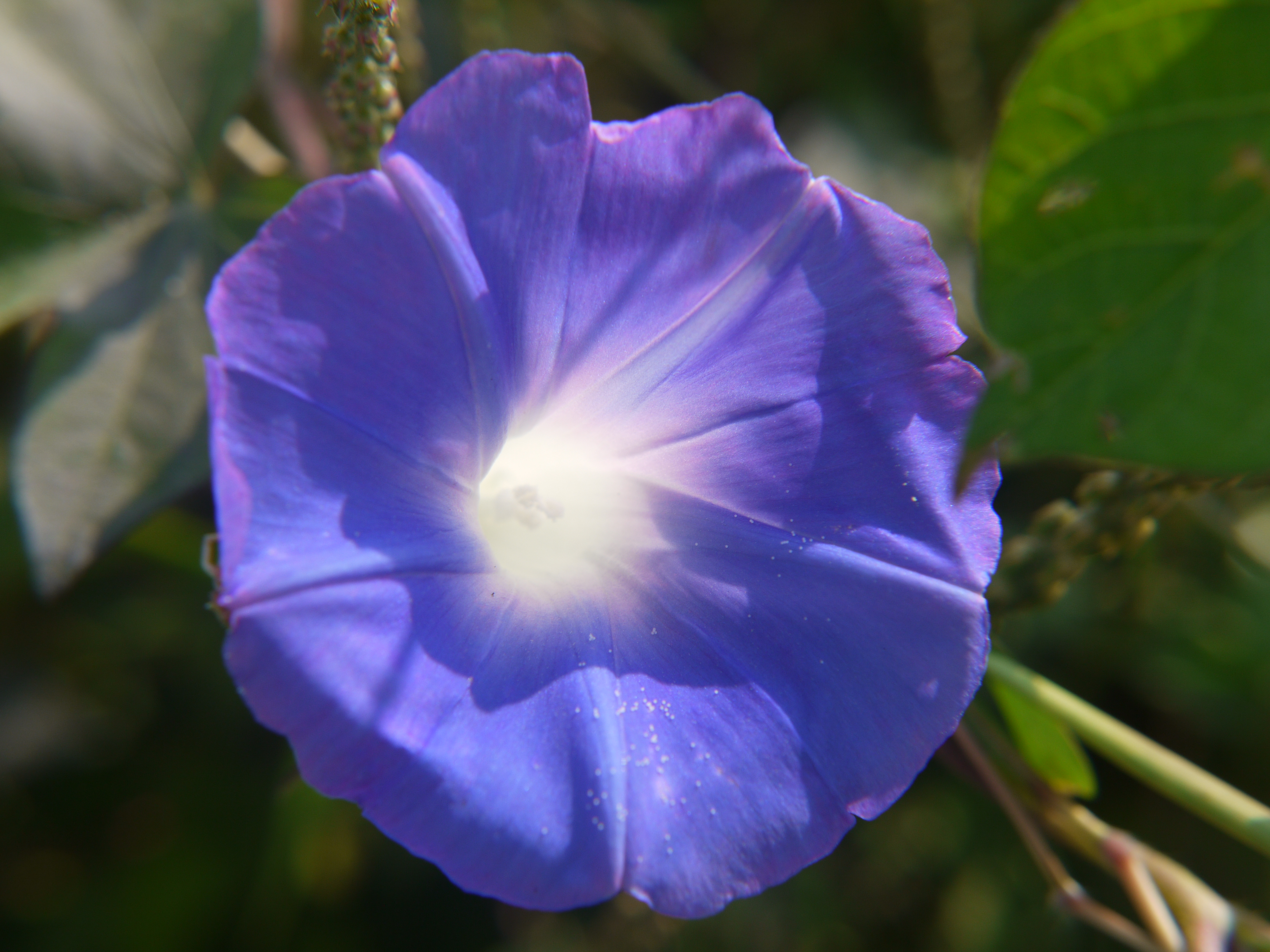
나팔꽃
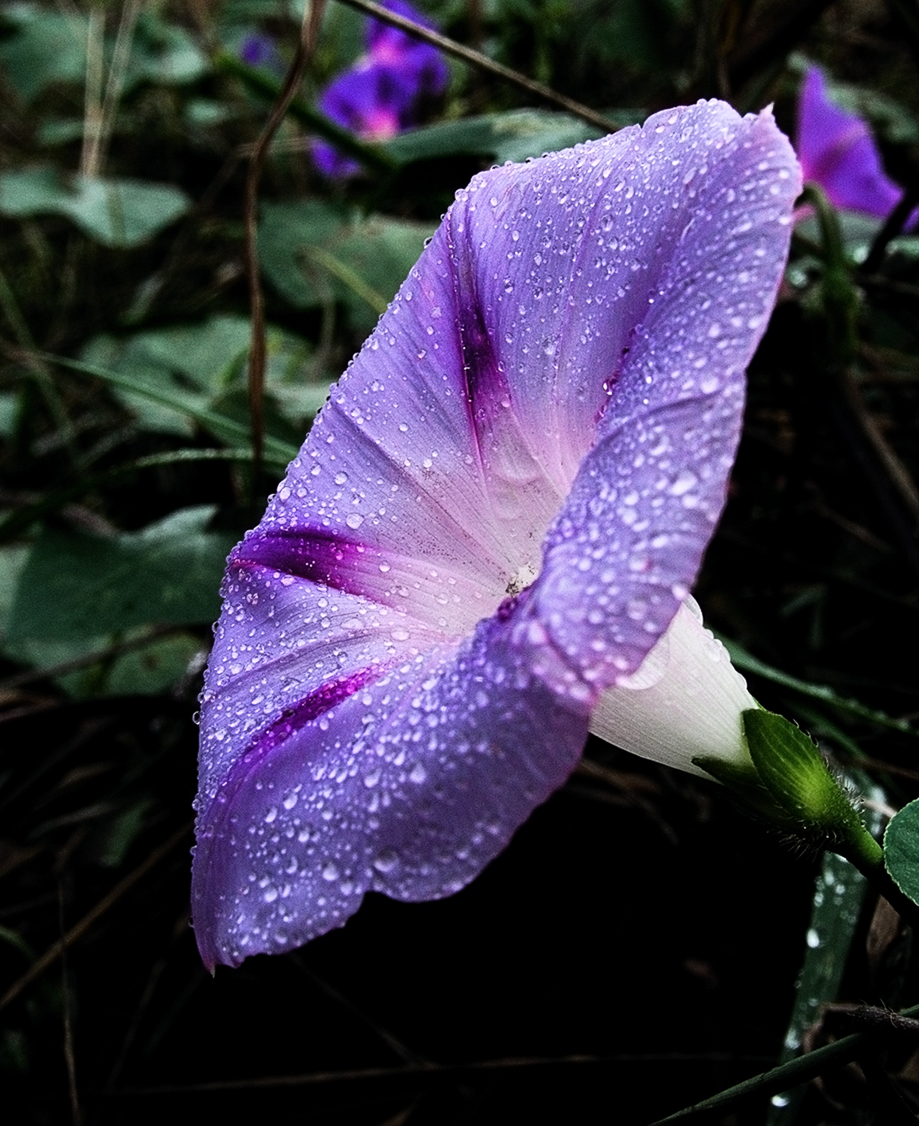
둥근잎나팔꽃
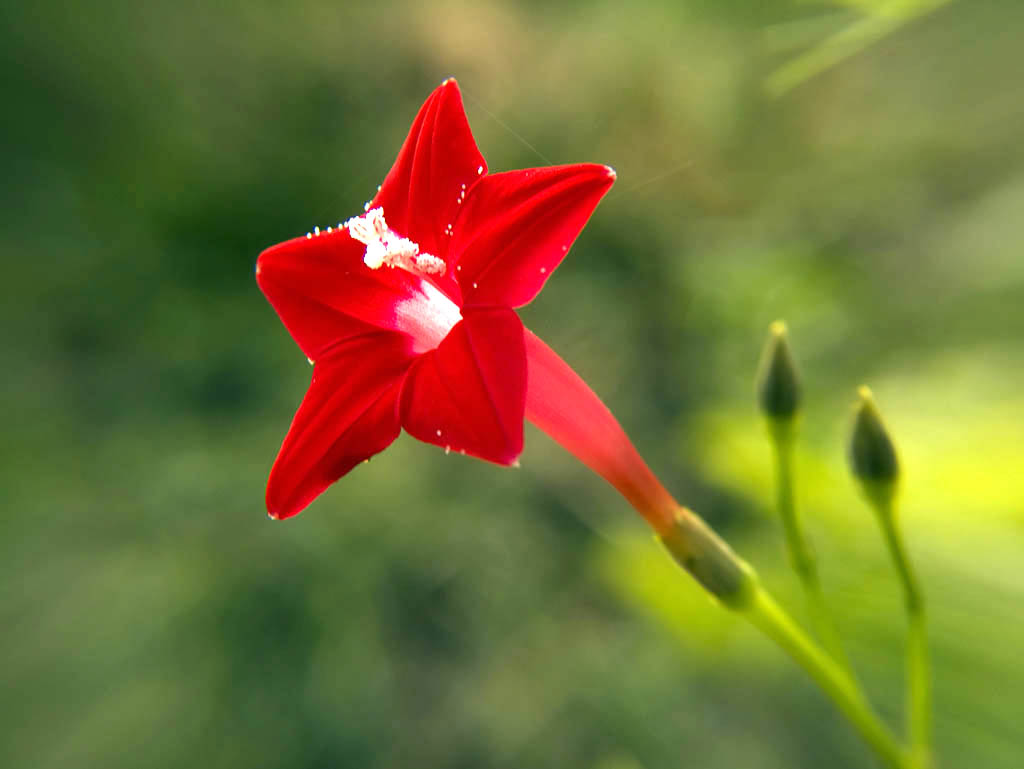
유홍초
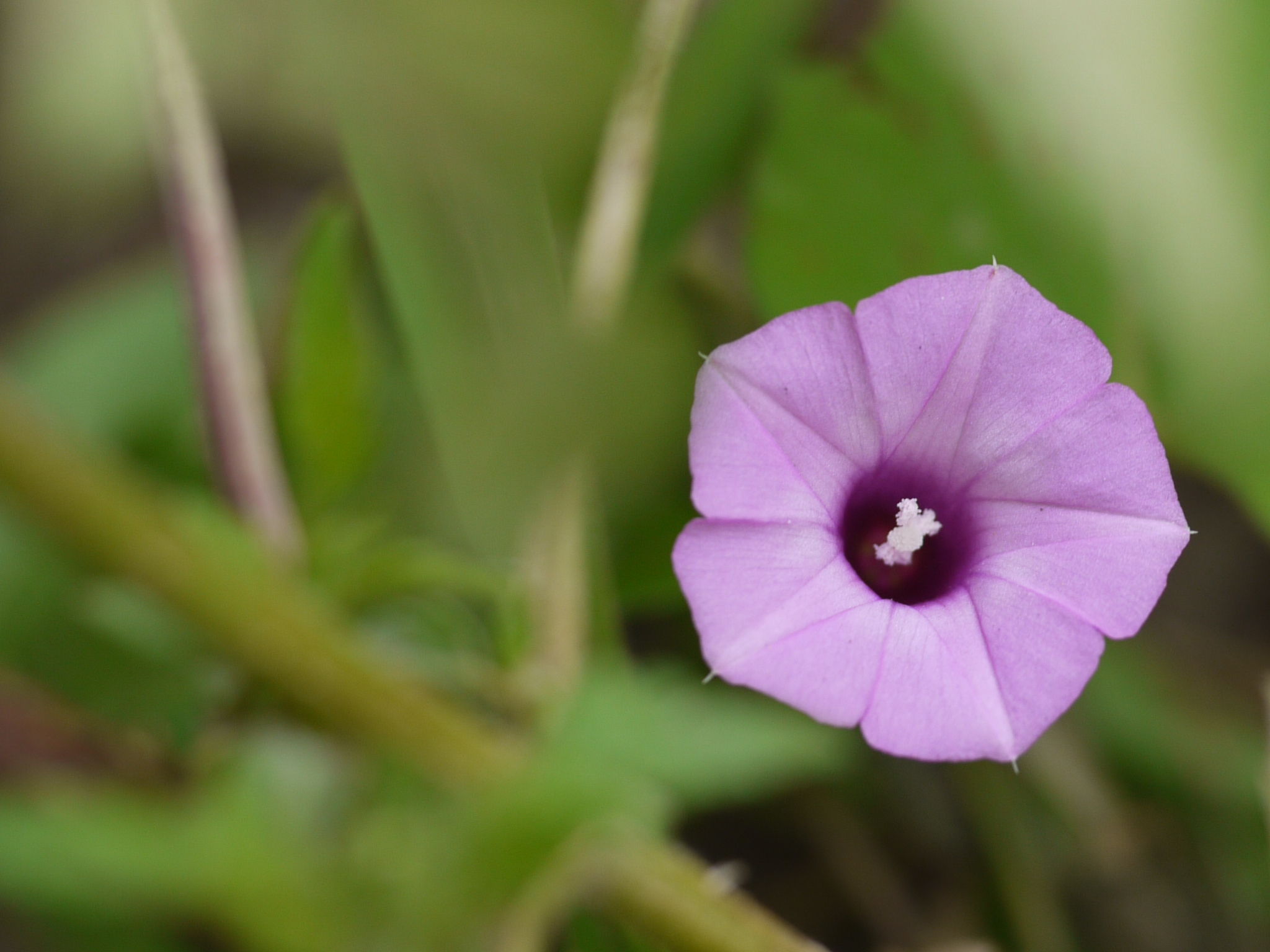
별나팔꽃
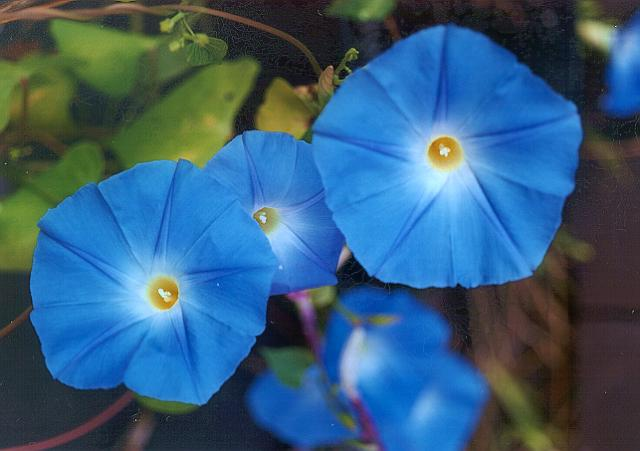
Ipomoea tricolor 'Heavenly Blue'